# Öpping
Öpping ist eine Ortschaft und als Oepping eine Katastralgemeinde der Marktgemeinde Sieghartskirchen im Bezirk Tulln in Niederösterreich. Die Ortschaft hat 87 Einwohner (Stand 1. Jänner 2024).

## Geografie
Über dem östlich von Rappoltenkirchen gelegenen Dorf befindet sich die Hohe Warte (400 m ü. A.), auf die vom Ort mehrere Wanderwege führen.

## Geschichte
Laut Adressbuch von Österreich waren im Jahr 1938 in Öpping eine Baumschule und ein Landwirt mit Ab-Hof-Verkauf ansässig.